# المندوبية العامة لإدارة السجون وإعادة الإدماج
المندوبية العامة لإدارة السجون وإعادة الإدماج هي المؤسسة المسؤولة عن السجون في المغرب منذ 2008. يترأسها المنـدوب العام محمد صالح التامك بعد إقالة حفيظ بنهاشم سنة 2013.